# Atlétika az 1900. évi nyári olimpiai játékokon
Az 1900. évi nyári olimpiai játékokon az atlétikában 23 versenyszámban avattak olimpiai bajnokot. Az athéni számokhoz újak társultak, 2500 méteres akadály-, 400 méteres gát-, 200 méteres síkfutás, és helyből magas-, távol- és hármasugrás. Az atlétikai versenyeket a Racing Club pályáján rendezték, ezen a pályán a száz méteres célegyenesen 40 centi volt a szintkülönbség, mégis jobb eredmények születtek mint négy éve. Ray Ewry az abban a korban divatos helyből ugrások mindhárom számát megnyerte. Győzelmének értékét növeli, hogy gyermekbénuláson esett át, és csak húszévesen kezdett újra járni. Alvin Kraenzlein három futószámban és a távolugrásban győzött.
Bauer Rudolf a diszkoszvetésben megszerezte Magyarország első atlétikai aranyát. (Az eredményhirdetésnél a zenekar először az amerikai, majd az osztrák himnuszt játszotta, a nézőtéren lévő magyarok leintették őket, és elénekelték a magyar himnuszt.)[forrás?]

## Részt vevő nemzetek
Összesen 117 atléta indult 15 nemzetből.
- Ausztrália (AUS) (1)
- Ausztria (AUT) (1)
- Cseh Királyság (BOH) (4)
- Dánia (DEN) (4)
- Egyesült Államok (USA) (43)
- Franciaország (FRA) (23)
- Görögország (GRE) (2)
- India (IND) (1)
- Kanada (CAN) (2)
- Magyarország (HUN) (9)
- Nagy-Britannia (GBR) (9)
- Németország (GER) (6)
- Norvégia (NOR) (2)
- Olaszország (ITA) (2)
- Svédország (SWE) (8)

## Éremtáblázat
A táblázatban a rendező ország csapata és a magyar csapat eltérő háttérszínnel, az egyes számoszlopok legmagasabb értéke vagy értékei vastagítással kiemelve.
| Az 1900. évi nyári olimpiai játékok éremtáblázata atlétikában | Az 1900. évi nyári olimpiai játékok éremtáblázata atlétikában | Az 1900. évi nyári olimpiai játékok éremtáblázata atlétikában | Az 1900. évi nyári olimpiai játékok éremtáblázata atlétikában | Az 1900. évi nyári olimpiai játékok éremtáblázata atlétikában | Olimpia  |
| ------------------------------------------------------------- | ------------------------------------------------------------- | ------------------------------------------------------------- | ------------------------------------------------------------- | ------------------------------------------------------------- | -------- |
|                                                               | Ország                                                        | Arany                                                         | Ezüst                                                         | Bronz                                                         | Összesen |
| 1.                                                            | Egyesült Államok (USA)                                        | 16                                                            | 13                                                            | 10                                                            | 39       |
| 2.                                                            | Nagy-Britannia (GBR)                                          | 3                                                             | 3                                                             | 2                                                             | 8        |
| 3.                                                            | Franciaország (FRA)                                           | 1                                                             | 4                                                             | 2                                                             | 7        |
| 4.                                                            | Kanada (CAN)                                                  | 1                                                             | 0                                                             | 1                                                             | 2        |
| 4.                                                            | Magyarország (HUN)                                            | 1                                                             | 0                                                             | 1                                                             | 2        |
| 6.                                                            | Nemzetközi Csapat (ZZX)                                       | 1                                                             | 0                                                             | 0                                                             | 1        |
|                                                               |                                                               |                                                               |                                                               |                                                               |          |
| 7.                                                            | India (IND)                                                   | 0                                                             | 2                                                             | 0                                                             | 2        |
| 8.                                                            | Cseh Királyság (BOH)                                          | 0                                                             | 1                                                             | 0                                                             | 1        |
|                                                               |                                                               |                                                               |                                                               |                                                               |          |
| 9.                                                            | Ausztrália (AUS)                                              | 0                                                             | 0                                                             | 3                                                             | 3        |
| 10.                                                           | Dánia (DEN)                                                   | 0                                                             | 0                                                             | 1                                                             | 1        |
| 10.                                                           | Norvégia (NOR)                                                | 0                                                             | 0                                                             | 1                                                             | 1        |
| 10.                                                           | Svédország (SWE)                                              | 0                                                             | 0                                                             | 1                                                             | 1        |
|                                                               |                                                               |                                                               |                                                               |                                                               |          |
| Összesen                                                      | Összesen                                                      | 23                                                            | 23                                                            | 22                                                            | 68       |

## A versenyszámok érmesei
A táblázatban a rendező ország és a magyar csapat versenyzői eltérő háttérszínnel kiemelve.
| Az 1900. évi nyári olimpiai játékok érmesei atlétikában | |            | |           |                                           |           |
| Versenyszám                                             | Arany | Arany      | Ezüst | Ezüst     | Bronz                                     | Bronz     |
| 100 m síkfutás                                          | Frank Jarvis · Egyesült Államok (USA)                                                                                                   | 11,0       | Walter Tewksbury · Egyesült Államok (USA)                                                                      | 11,1      | Stanley Rowley · Ausztrália (AUS)         | 11,2      |
| 200 m síkfutás                                          | Walter Tewksbury · Egyesült Államok (USA)                                                                                               | 22,2 (OR)  | Norman Pritchard · India (IND)                                                                                 | 22,8      | Stanley Rowley · Ausztrália (AUS)         | 22,9      |
| 400 m síkfutás                                          | Maxey Long · Egyesült Államok (USA) | 49,4 (OR)  | William Holland · Egyesült Államok (USA)                                                                       | 49,6      | Ernst Schultz · Dánia (DEN)               | 51,5      |
| 800 m síkfutás                                          | Alfred Tysoe · Nagy-Britannia (GBR) | 2:01,2     | John Cregan · Egyesült Államok (USA)                                                                           | 2:03,0    | David Hall · Egyesült Államok (USA)       | 2:03,8    |
| 1500 m síkfutás                                         | Charles Bennett · Nagy-Britannia (GBR)                                                                                                  | 4:06,2 WR  | Henri Deloge · Franciaország (FRA)                                                                             | 4:06,6    | John Bray · Egyesült Államok (USA)        | 4:07,2    |
| Maratoni futás (40,26 km)                               | Michel Theato · Franciaország (FRA) | 2:59:45,0  | Emile Champion · Franciaország (FRA)                                                                           | 2:04:17,0 | Ernst Fast · Svédország (SWE)             | 3:37:14,0 |
| 110 m gátfutás                                          | Alvin Kraenzlein · Egyesült Államok (USA)                                                                                               | 15,4 (WR)  | John McLean · Egyesült Államok (USA)                                                                           | 15,5      | Fred Moloney · Egyesült Államok (USA)     | 15,6      |
| 400 m gátfutás                                          | Walter Tewksbury · Egyesült Államok (USA)                                                                                               | 57,6 (OR)  | Henri Tauzin · Franciaország (FRA)                                                                             | 58,3      | George Orton · Kanada (CAN)               | 58,8      |
| Magasugrás                                              | Irving Baxter · Egyesült Államok (USA)                                                                                                  | 190 (OR)   | Patrick Leahy · Nagy-Britannia (GBR)                                                                           | 178       | Gönczy Lajos · Magyarország (HUN)         | 175       |
| Rúdugrás                                                | Irving Baxter · Egyesült Államok (USA)                                                                                                  | 330 (OR)   | Michael Colkett · Egyesült Államok (USA)                                                                       | 325       | Albert Andersen · Norvégia (NOR)          | 320       |
| Távolugrás                                              | Alvin Kraenzlein · Egyesült Államok (USA)                                                                                               | 718 (OR)   | Myer Prinstein · Egyesült Államok (USA)                                                                        | 717       | Patrick Leahy · Nagy-Britannia (GBR)      | 695       |
| Hármasugrás                                             | Myer Prinstein · Egyesült Államok (USA)                                                                                                 | 14,47 (OR) | James Connoly · Egyesült Államok (USA)                                                                         | 13,97     | Lewis Sheldon · Egyesült Államok (USA)    | 13,64     |
| Súlylökés                                               | Richard Sheldon · Egyesült Államok (USA)                                                                                                | 14,10 (OR) | Josiah McCracken · Egyesült Államok (USA)                                                                      | 12,85     | Robert Garrett · Egyesült Államok (USA)   | 12,37     |
| Diszkoszvetés                                           | Bauer Rudolf · Magyarország (HUN) | 36.04 (OR) | František Janda-Suk · Cseh Királyság (BOH)                                                                     | 35,25     | Richard Sheldon · Egyesült Államok (USA)  | 34,60     |
| Kalapácsvetés                                           | John Flanagan · Egyesült Államok (USA)                                                                                                  | 51,01 (OR) | Truxton Hare · Egyesült Államok (USA)                                                                          | 49,13     | Josiah McCracken · Egyesült Államok (USA) | 42,46     |
| 60 m síkfutás                                           | Alvin Kraenzlein · Egyesült Államok (USA)                                                                                               | 7,0 (OR)   | Walter Tewksbury · Egyesült Államok (USA)                                                                      | 7,1       | Stanley Rowley · Ausztrália (AUS)         | 7,2       |
| 5000 m síkfutás, csapatverseny                          | Nemzetközi Csapat (ZZX) · Charles Bennett (GBR) · John Rimmer (GBR) · Sidney Robinson (GBR) · Alfred Tysoe (GBR) · Stanley Rowley (AUS) | 26         | Franciaország (FRA) · Henri Deloge · Jacques Chastanié · André Castanet · Michel Champoudry · Gaston Ragueneau | 29        | nem adták ki                              |           |
| 200 m gátfutás                                          | Alvin Kraenzlein · Egyesült Államok (USA)                                                                                               | 25,4 (OR)  | Norman Pritchard · India (IND)                                                                                 | 26,0      | Walter Tewksbury · Egyesült Államok (USA) | 26,1      |
| 2500 m akadályfutás                                     | George Orton · Kanada (CAN) | 7:34,4     | Sidney Robinson · Nagy-Britannia (GBR)                                                                         | 7:38,0    | Jacques Chastanié · Franciaország (FRA)   | n. a.     |
| 4000 m akadályfutás                                     | John Rimmer · Nagy-Britannia (GBR) | 12:58,4    | Charles Bennett · Nagy-Britannia (GBR)                                                                         | 12:58,6   | Sidney Robinson · Nagy-Britannia (GBR)    | 12:58,8   |
| Helyből magasugrás                                      | Ray Ewry · Egyesült Államok (USA) | 165,5 (WR) | Irving Baxter · Egyesült Államok (USA)                                                                         | 152       | Lewis Sheldon · Egyesült Államok (USA)    | 150       |
| Helyből távolugrás                                      | Ray Ewry · Egyesült Államok (USA) | 321        | Irving Baxter · Egyesült Államok (USA)                                                                         | 313       | Emile Tochebeuf · Franciaország (FRA)     | 303       |
| Helyből hármasugrás                                     | Ray Ewry · Egyesült Államok (USA) | 10,58 m OR | Irving Baxter · Egyesült Államok (USA)                                                                         | 9,95 m    | Robert Garrett · Egyesült Államok (USA)   | 9,50 m    |

## Magyar szereplés

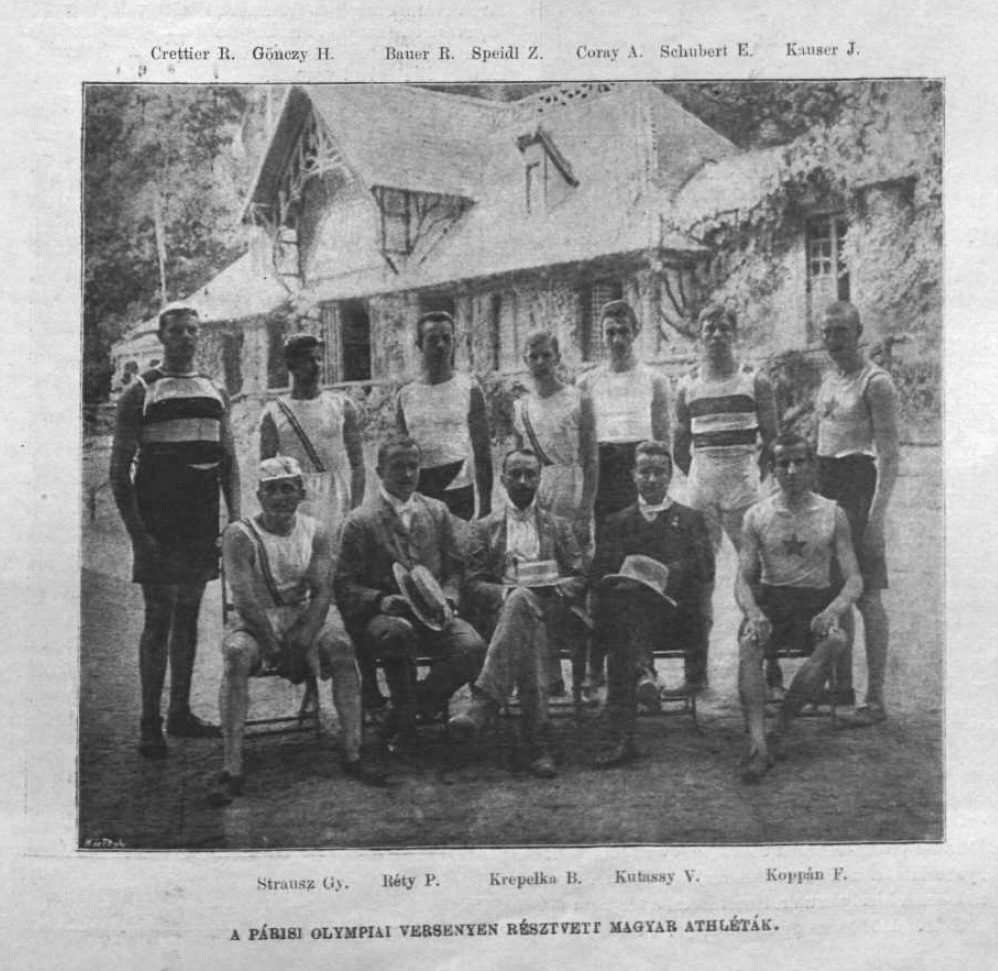
A magyar csapat

| Magyar atléták az 1900. évi nyári olimpiai játékokon |                                                                                                   |
| Versenyszám                                          | Magyar atléták                                                                                    |
| 60 m síkfutás                                        | Koppány Pál (kiesett)Schubert Ernő (kiesett)                                                      |
| 100 m síkfutás                                       | Koppány Pál (kiesett)Schubert Ernő (kiesett)                                                      |
| 200 m síkfutás                                       | Schubert Ernő (kiesett)                                                                           |
| 400 m síkfutás                                       | Koppány Pál (kiesett)Speidl Zoltán (kiesett)                                                      |
| 800 m síkfutás                                       | Speidl Zoltán (5.)                                                                                |
| 200 m gátfutás                                       | Speidl Zoltán (kiesett)                                                                           |
| magasugrás                                           | Gönczy Lajos Bronz 1,75                                                                           |
| rúdugrás                                             | Kauser Jakab (4.) 3,10                                                                            |
| távolugrás                                           | Schubert Ernő (9.) 6,05Strausz Gyula (10.) 6,01                                                   |
| hármasugrás                                          | Koppány Pál (kiesett)                                                                             |
| hármasugrás álló helyzetből                          | Koppány Pál (kiesett)                                                                             |
| súlylökés                                            | Crettier Rezső (4.) 12,07Coray Artúr (7.) 11,13                                                   |
| diszkoszvetés                                        | Bauer Rudolf Arany 36,04Crettier Rezső (5.) 33,65Coray Artúr (11.) 31,00Strausz Gyula (13.) 29,80 |